# União das Freguesias de Barrô e Aguada de Baixo
União das Freguesias de Barrô e Aguada de Baixo, kurz Barrô e Aguada de Baixo, ist eine Gemeinde (Freguesia) der portugiesischen Stadt Águeda.
Die Gemeinde entstand am 29. September 2013 im Zuge der administrativen Neuordnung in Portugal aus dem Zusammenschluss der Gemeinden Barrô und Aguada de Baixo. Sitz wurde Barrô.
Auf einer Fläche von 10,19 km² leben 3 086 Einwohner (Stand von 2021).